# Fernando Martínez (futbolista argentino)
Fernando Daniel Martínez Sánchez (La Plata, Provincia de Buenos Aires, Argentina, 27 de julio de 2000) es un futbolista argentino que juega como lateral derecho en el C.A. Central Córdoba (SdE) de la Primera División de Argentina.

## Trayectoria

### Inicios
Martínez hizo inferiores en Gimnasia y Esgrima La Plata, club que lo formó desde que ingresó con 10 años.

### Gimnasia y Esgrima La Plata
En 2021, con solo 14 partidos en la reserva del club platense, debutó contra Lanús en un partido correspondiente a la fecha 8 de la Copa de la Liga Profesional, sustituyendo a Marcelo Weigandt a los 49 minutos. Su debut se dio en el marco de un brote de COVID-19 en el plantel, que obligó a la dupla técnica conformada por Mariano Messera y Leandro Martini a presentar un equipo alternativo.
Meses más tarde, quedó en condición de libre tras haber jugado solo 2 partidos como profesional en Gimnasia.

### Central Córdoba
A principios de 2022, Martínez llegó en condición de libre al Central Córdoba de Santiago del Estero. En el club santiagueño no logró disputar muchos partidos, por lo que fue cedido a préstamo. 

### Potencia
En agosto de 2023, llegó al conjunto uruguayo para disputar la segunda rueda de la segunda división. En el semestre logró tener continuidad ausentándose en un solo partido, convirtiendo su primer gol como profesional en el empate contra Sud América por la fecha 15.
Al final del semestre, con el descenso de Potencia a la Primera División Amateur de Uruguay consumado, terminó su vínculo con el club volviendo a ser cedido a préstamo.

### Temperley
En enero de 2024 se incorporó al plantel de Temperley para reforzar la defensa del conjunto gasolero. Por la fecha 16 de la Primera B Nacional convierte su primer gol en el club, contribuyendo a la victoria por 2 a 0 contra Gimnasia y Tiro de Salta.
Martínez fue clave en el partido por los dieciseisavos de final de la Copa Argentina 2024 que enfrentó a Temperley contra River Plate. El lateral derecho ingresó desde el banco y convirtió el gol del empate a los 92 minutos, sellando el 1 a 1 final que permitió definir la llave por penales, instancia en la que Temperley consiguió el pase a la siguiente ronda.

## Estadísticas

### Clubes
Actualizado al último partido disputado el 23 de mayo de 2024.
| Club | Div.                | Temporada           | Liga  | Liga  | Liga   | Copas Nacionales (1) | Copas Nacionales (1) | Copas Nacionales (1) | Copas Internacionales (2) | Copas Internacionales (2) | Copas Internacionales (2) | Total | Total | Total  | Medida goleadora(3) |
| Club | Div.                | Temporada           | Part. | Goles | Asist. | Part.                | Goles                | Asist.               | Part.                     | Goles                     | Asist.                    | Part. | Goles | Asist. | Medida goleadora(3) |
| --- | ------------------- | ------------------- | ----- | ----- | ------ | -------------------- | -------------------- | -------------------- | ------------------------- | ------------------------- | ------------------------- | ----- | ----- | ------ | ------------------- |
| Gimnasia y Esgrima La Plata Argentina |                     |                     |       |       |        |                      |                      |                      |                           |                           |                           |       |       |        |                     |
| 1.ª | 2021                | 0                   | 0     | 0     | 2      | 0                    | 0                    | 0                    | 0                         | 0                         | 2                         | 0     | 0     | 0,00   |                     |
| Total club | Total club          | 0                   | 0     | 0     | 2      | 0                    | 0                    | 0                    | 0                         | 0                         | 2                         | 0     | 0     | 0,00   |                     |
| Central Córdoba (SdE) Argentina |                     |                     |       |       |        |                      |                      |                      |                           |                           |                           |       |       |        |                     |
| 1.ª | 2022                | 3                   | 0     | 0     | 0      | 0                    | 0                    | 0                    | 0                         | 0                         | 3                         | 0     | 0     | 0,00   |                     |
| Total club | Total club          | 3                   | 0     | 0     | 0      | 0                    | 0                    | 0                    | 0                         | 0                         | 3                         | 0     | 0     | 0,00   |                     |
| Potencia · Uruguay |                     |                     |       |       |        |                      |                      |                      |                           |                           |                           |       |       |        |                     |
| 2.ª | 2023                | 12                  | 1     | 0     | 2      | 0                    | 0                    | 0                    | 0                         | 0                         | 14                        | 1     | 0     | 0,07   |                     |
| Total club | Total club          | 12                  | 1     | 0     | 2      | 0                    | 0                    | 0                    | 0                         | 0                         | 14                        | 1     | 0     | 0,07   |                     |
| Temperley Argentina |                     |                     |       |       |        |                      |                      |                      |                           |                           |                           |       |       |        |                     |
| 2.ª | 2024                | 4                   | 1     | 0     | 1      | 1                    | 0                    | 0                    | 0                         | 0                         | 5                         | 2     | 0     | 0,40   |                     |
| Total club | Total club          | 4                   | 1     | 0     | 1      | 1                    | 0                    | 0                    | 0                         | 0                         | 5                         | 2     | 0     | 0,40   |                     |
| Total en su carrera | Total en su carrera | Total en su carrera | 19    | 2     | 0      | 5                    | 1                    | 0                    | 0                         | 0                         | 0                         | 24    | 3     | 0      | 0,13                |
| (1) Las copas nacionales se refiere a la Copa Argentina, a la Copa de la Liga Profesional y a la Copa AUF Uruguay. (2) Las copas internacionales se refiere a la Copa Libertadores y a la Copa Sudamericana. (3) Media de goles por encuentro. No incluye goles en partidos amistosos. |                     |                     |       |       |        |                      |                      |                      |                           |                           |                           |       |       |        |                     |

## Palmarés

### Títulos nacionales
| Título         | Equipo                | Sede     | Año  |
| -------------- | --------------------- | -------- | ---- |
| Copa Argentina | Central Córdoba (SdE) | Santa Fe | 2024 |